# 影之刃零
《影之刃零》是北京灵游坊工作室（S-Game）開發兼發行的《影之刃》系列的電子遊戲。本作類型為魂系武俠龐克的動作角色扮演遊戲。玩家在本作中將扮演一位名為「Soul」的菁英刺客。

## 開發
《影之刃零》的製作人梁其偉表示本作與其他同類型魂系遊戲相比不會讓玩家受苦，並解釋主角剩下66天的生命設定是綁定劇情的，由於存在多結局，因此當66天耗光卻沒通關遊戲便會進入壞結局。然後梁其偉也表示《影之刃零》某種程度上是《雨血》系列的精神續作，但两者的關係就像《黑暗靈魂》與《艾爾登法環》般的關係，玩家不一定要玩過前者也可以享受後者。除此之外，本作也借鑑一些如切掉上一個動作、取消硬直與轉接到另外的動作等傳統動作機制。

## 宣发与发行
本作首次公佈於2023年的「PlayStation展示會」上，預計將在Microsoft Windows和PlayStation 5平台發售。試玩版先於2024年6月8日的夏日游戏节、ChinaJoy、Gamescon和东京电玩展開放，後於同年的Bilibili World上開放玩家試玩。

## 外部連結
- 官方网站